# Allen Berg
Allen Bernard Berg (Vancouver, 1 de agosto de 1961) é um ex-automobilista canadense.

## Carreira
Começou a correr em 1978, pilotando karts. Seu primeiro campeonato profissional foi a Fórmula Atlantic, em 1980, quando ficou na segunda posição - o vencedor foi Scott Goodyear, que posteriormente disputaria a CART e a IRL nas décadas de 1990 e 2000. Disputou a categoria até 1981, e correu a Fórmula Pacific australiana no ano seguinte.
Em 1983, disputou a Fórmula 3 Britânica, onde num campeonato polarizado entre o brasileiro Ayrton Senna e o inglês Martin Brundle, ficou na quinta posição, com 32 pontos. Na temporada seguinte, Berg obteve o vice-campeonato, ficando atrás de Johnny Dumfries, com 11 segundos lugares e 67 pontos na classificação geral. Sem vaga em outras categorias, disputou provas do Mundial de Esporte-Protótipos, da Fórmula Atlantic e da obscura Fórmula K Mexicana.

## Fórmula 1
Em 1986, aos 24 anos de idade, Berg comprou uma vaga na equipe Osella, no lugar de Christian Danner, contratado pela Arrows para o lugar do lesionado Marc Surer. Estreou no GP dos Estados Unidos, onde abandonou. Penando com um carro sem confiabilidade, o canadense abandonou 5 das 9 etapas que disputou, tendo um 12º lugar no GP da Alemanha como melhor resultado.
Com a volta do GP do Canadá para a temporada de 1987, Berg era lembrado por outras equipes, porém o cancelamento da corrida forçou a saída de Berg da categoria.
Ele ainda chegou a ser cogitado para correr na Andrea Moda Formula, uma vez que o dono da equipe, Andrea Sassetti, foi chefe de Berg no Mundial de Esporte-Protótipos. Uma fratura na mão impediu que o canadense voltasse à Fórmula 1.

## Outras categorias
Depois que saiu da F-1, Berg manteve-se na ativa, disputando provas do DTM, na Fórmula 2 Mexicana, onde foi campeão em 1992, e em 1997 ingressou na Indy Lights Pan-Americana. 
Em 2001, aos 40 anos e trabalhando como piloto e dono de equipe ao mesmo tempo, encerrou a carreira ao conquistar o título da Fórmula de Las Americas, pilotando um Lola-Chrysler. No ano seguinte criou a equipe Scuderia Fortia, que disputaria a F-Atlantic até 2003.
Hoje comanda uma escola de pilotagem com seu nome em Calgary.

### Fórmula 1[1]
(legenda) 
| Ano  | Nome Oficial da Equipe | Chassis     | Motor                    | 1   | 2   | 3   | 4   | 5   | 6   | 7         | 8         | 9         | 10        | 11        | 12        | 13  | 14        | 15        | 16        | Pontos | Posição  |
| ---- | ---------------------- | ----------- | ------------------------ | --- | --- | --- | --- | --- | --- | --------- | --------- | --------- | --------- | --------- | --------- | --- | --------- | --------- | --------- | ------ | -------- |
| 1986 | Osella Squadra Corse   | Osella FA1G | Alfa Romeo 890T V8 turbo | BRA | ESP | SMR | MON | BEL | CAN | USA Ret P |           |           |           |           |           | ITA |           |           |           | 0      | NC (28º) |
| 1986 | Osella Squadra Corse   | Osella FA1F | Alfa Romeo 890T V8 turbo | BRA | ESP | SMR | MON | BEL | CAN |           | FRA Ret P |           | GER 12º P | HUN Ret P | AUT Ret P | ITA | POR 13º P | MEX 16º P | AUS Ret P | 0      | NC (28º) |
| 1986 | Osella Squadra Corse   | Osella FA1H | Alfa Romeo 890T V8 turbo | BRA | ESP | SMR | MON | BEL | CAN |           |           | GBR Ret P |           |           |           | ITA |           |           |           | 0      | NC (28º) |

### 24 Horas de Le Mans[2]
| Ano  | Equipe               | Nº | Co-Pilotos                   | Chassi                             | Pneus | Classe | Voltas | Posição | Posição Na Categoria |
| Ano  | Equipe               | Nº | Co-Pilotos                   | Motor                              | Pneus | Classe | Voltas | Posição | Posição Na Categoria |
| ---- | -------------------- | -- | ---------------------------- | ---------------------------------- | ----- | ------ | ------ | ------- | -------------------- |
| 1990 | Richard Lloyd Racing | 44 | John Watson Bruno Giacomelli | Porsche 962C                       | G     | C1     | 335    | 11º     | 11º                  |
| 1990 | Richard Lloyd Racing | 44 | John Watson Bruno Giacomelli | Porsche Type-935 3.0L Turbo Flat-6 | G     | C1     | 335    | 11º     | 11º                  |